# Kunigundenkapelle (Burgerroth)

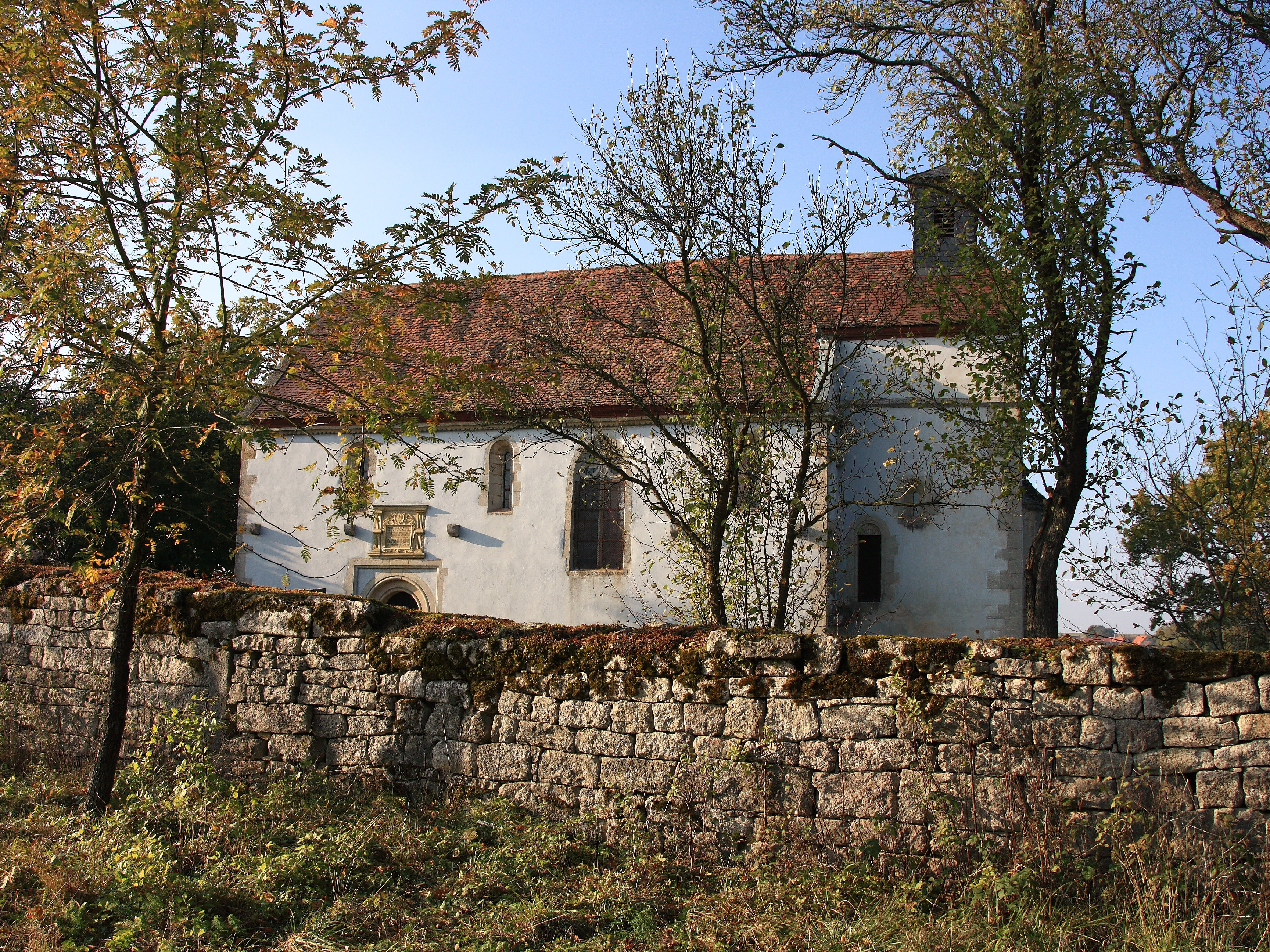
Blick auf die Kapelle von Südosten

Die Kunigundenkapelle nahe dem Auber Ortsteil Burgerroth gilt als bedeutendes spätromanisches Bauwerk. Sie war Wallfahrtskirche und Gotteshaus für die Dörfer Buch, Burgerroth, Niedersteinach und die Burg Brauneck.

## Lage

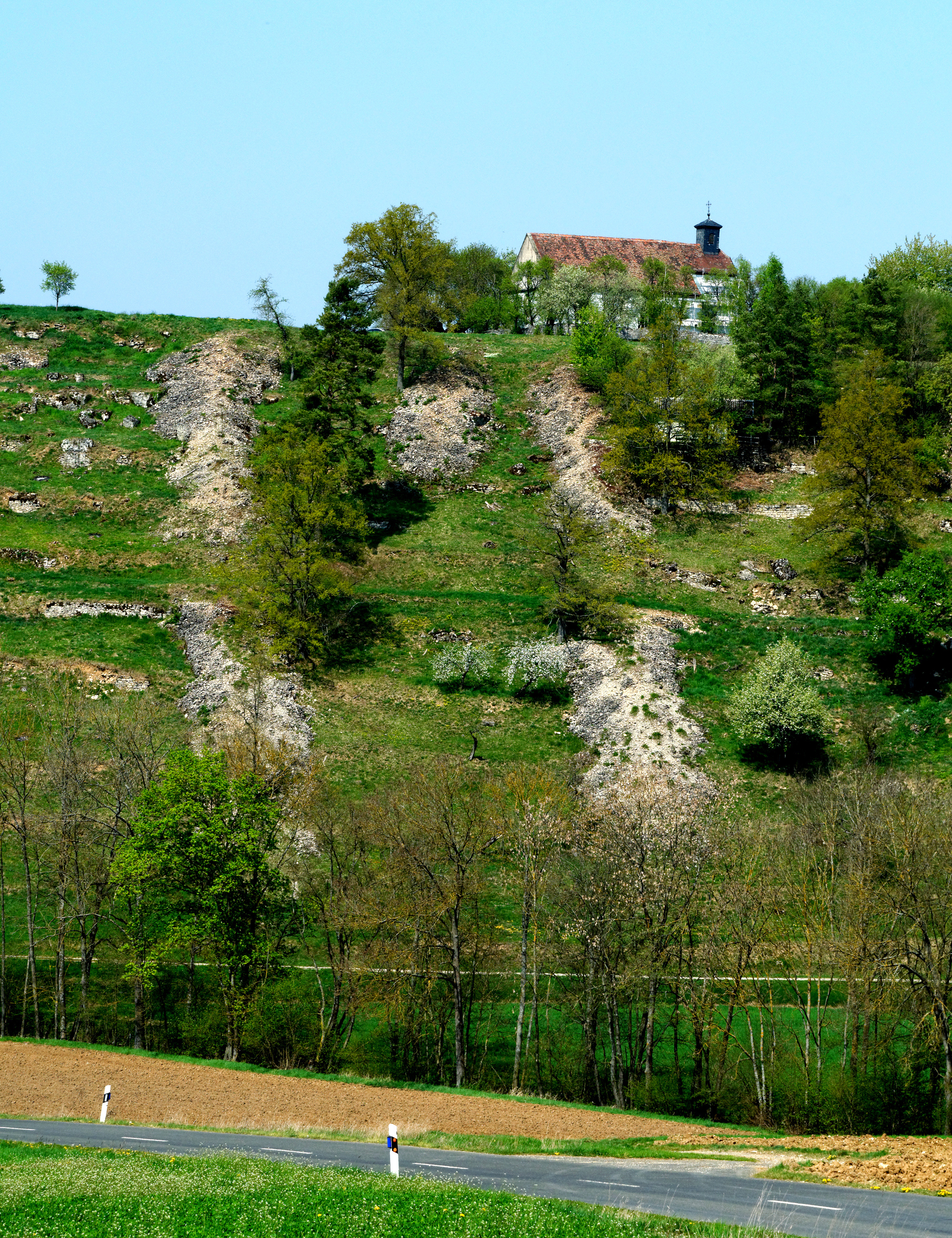
Blick über die Steinriegel des Gollachtals zur Kapelle

Die Kunigundenkapelle befindet sich im südlichen Teil des Landkreises Würzburg, etwa ein Kilometer südlich des Auber Stadtteils Burgerroth. Sie steht auf dem Alten Berg, einem Hochflächensporn über dem Steilabfall der Gollach, einem rechten Nebenfluss der Tauber, nahe der baden-württembergischen Grenze. Sie ist im Besitz der Katholischen Kirchenstiftung Buch.
Bereits vor dem Ersten Weltkrieg fanden Bauern aus Burgerroth beim Abräumen des Gemeindesteinbruchs zahlreiche Scherben, Tierknochen und steinzeitliche Geräte. Daraufhin wurden zwischen 1919 und 1931 durch das Bayerische Landesamt für Denkmalpflege und das Fränkische Luitpoldmuseum Würzburg (heute das Mainfränkische Museum) Grabungen durchgeführt. Diese erbrachten den Nachweis von zehn Wohnstellen einer jungsteinzeitlichen Siedlung der Schnurkeramiker. Auch auf dem gegenüberliegenden Eulenberg gab es zahlreiche vorgeschichtliche Funde. Dort entdeckte 1970 ein Bauer beim Pflügen ein Grab aus der Hallstattzeit. Zwar fehlen konkrete Beweise für die Existenz einer heidnischen Kultstätte, doch weitere Funde bestätigen die Kontinuität des Alten Berges als Zufluchtsstätte.
Noch heute führt ein Pilgerweg, genannt Bamberger Weg oder Kunigundenweg, von der Kapelle über Aub, Bullenheim, Scheinfeld, Schlüsselfeld und Burgebrach durch den Steigerwald nach Bamberg. Heute sind es weniger Pilger, die sich auf den Weg machen, als Wanderer und Radfahrer. An der Kapelle führt auch der Fränkische Marienweg vorbei.

## Galerie

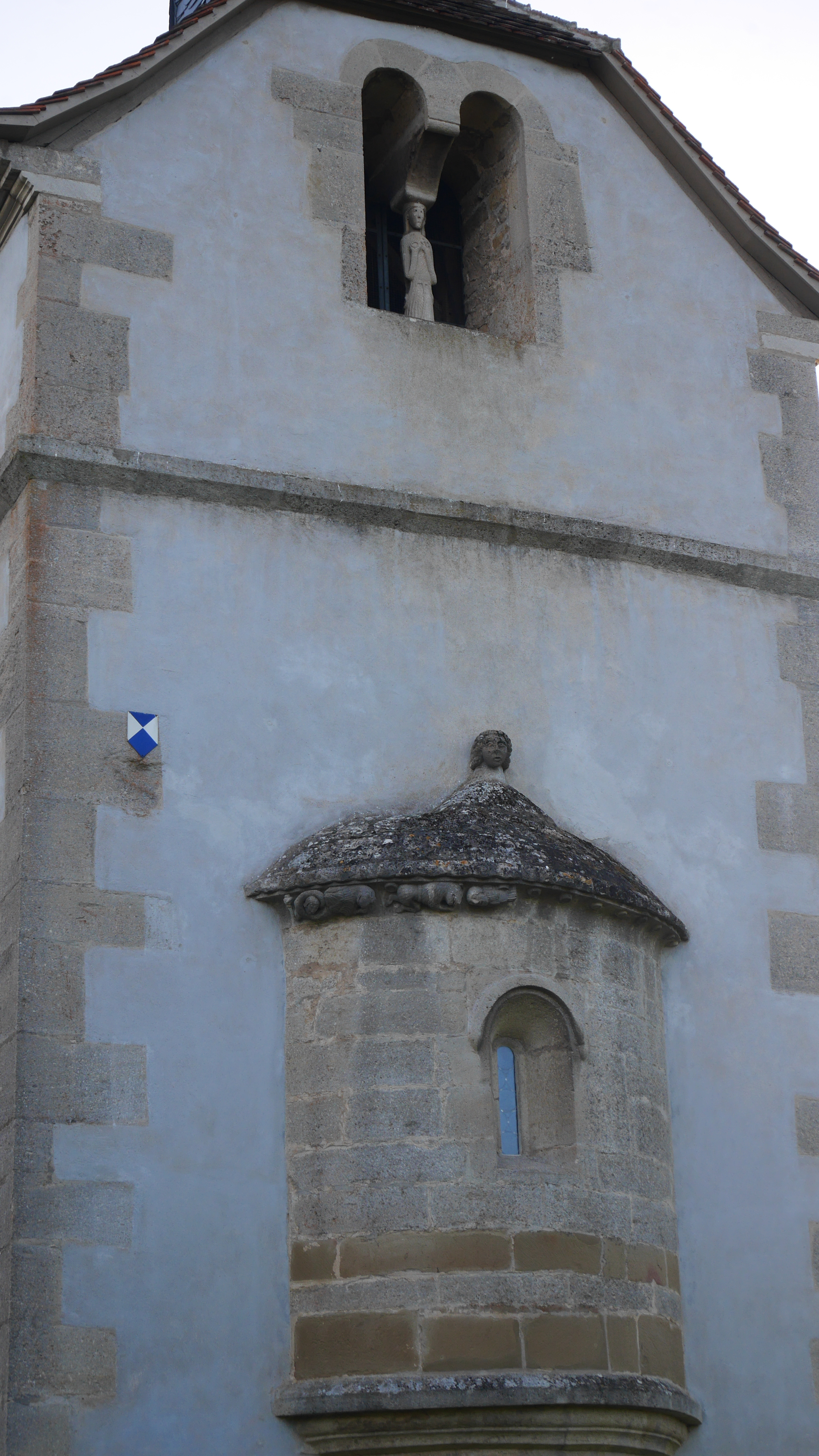
Kunigunde
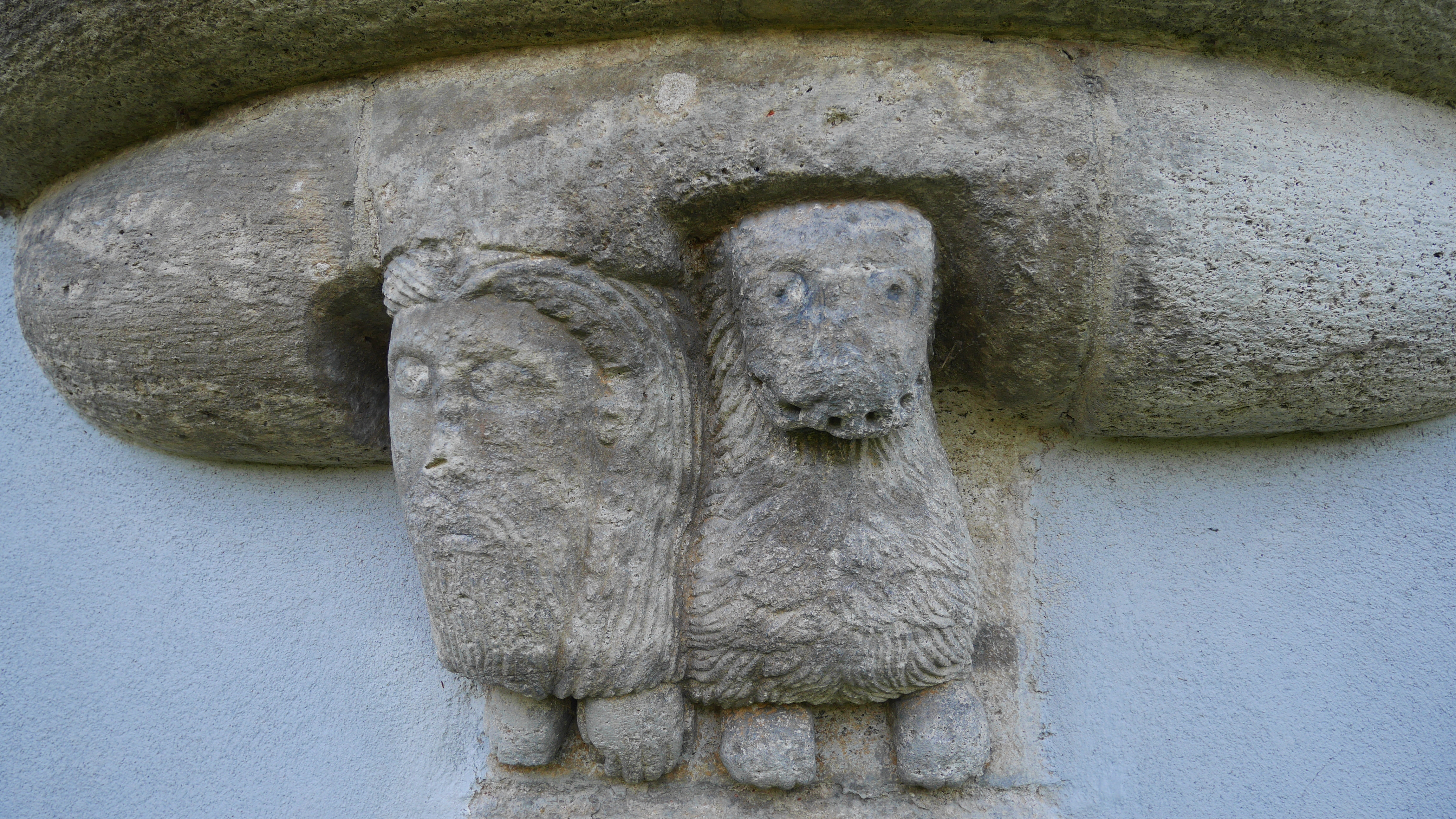
Löwe Maske
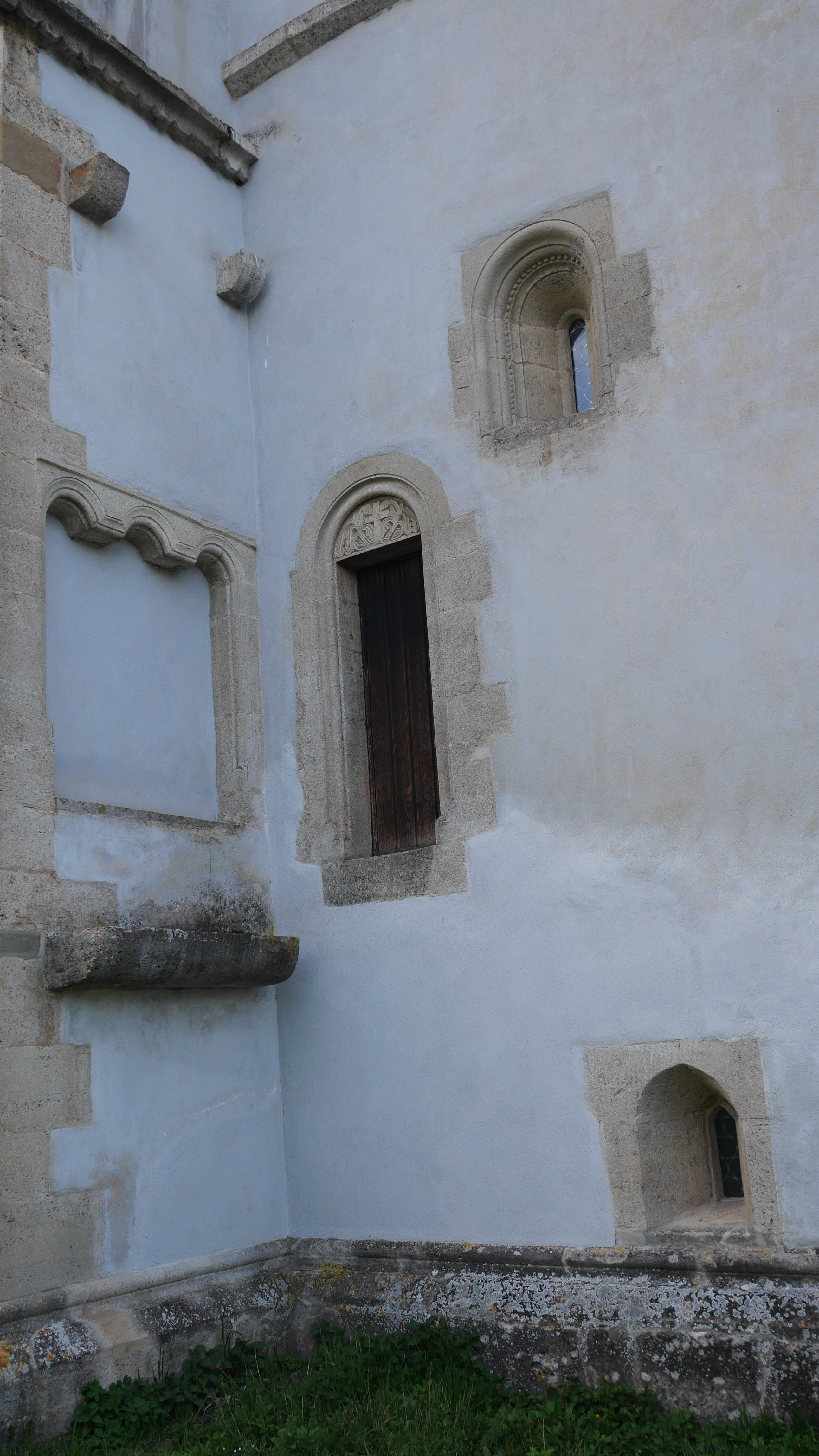
Durchlass
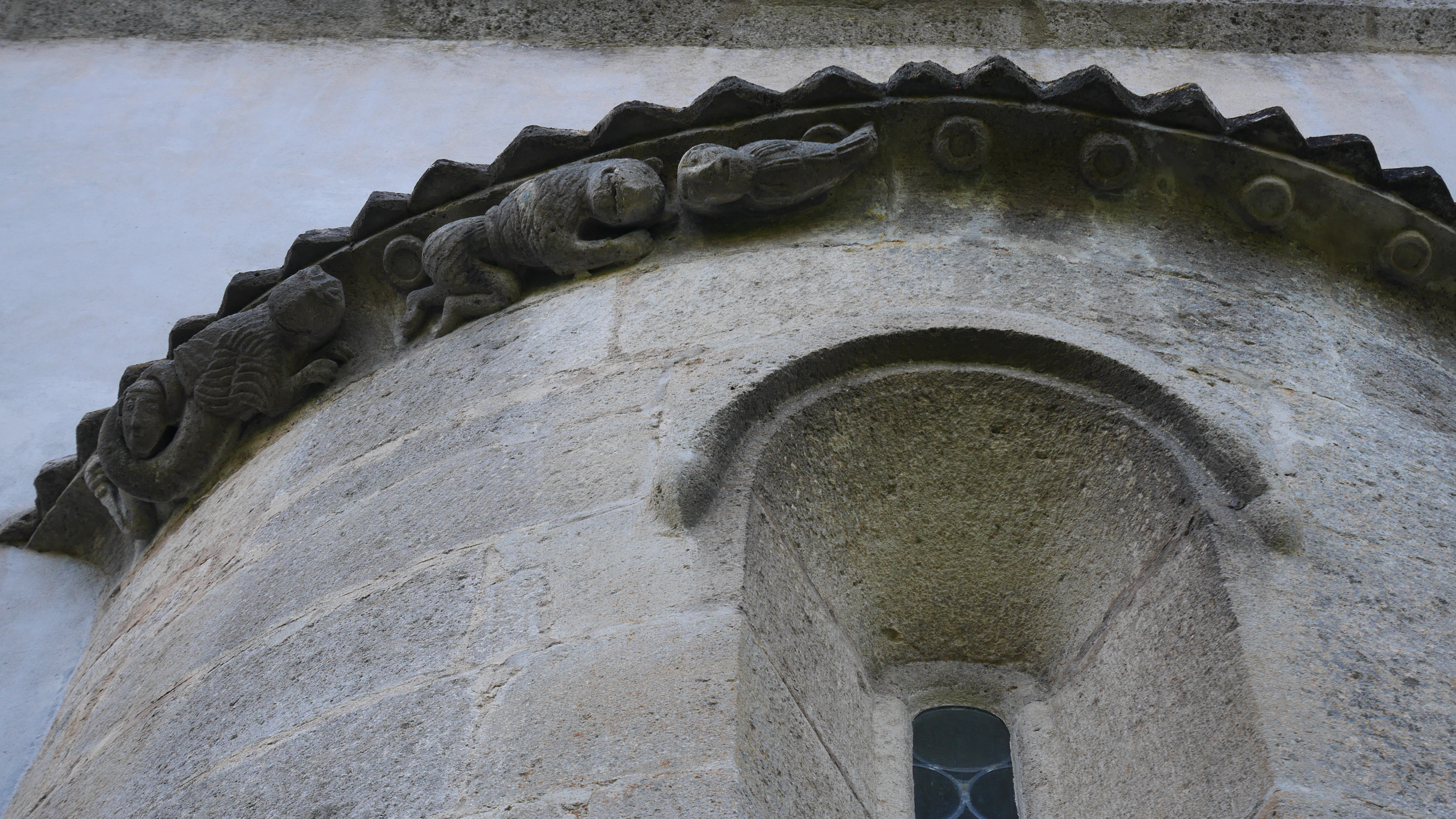
Plastik apsidial

## Baugeschichte

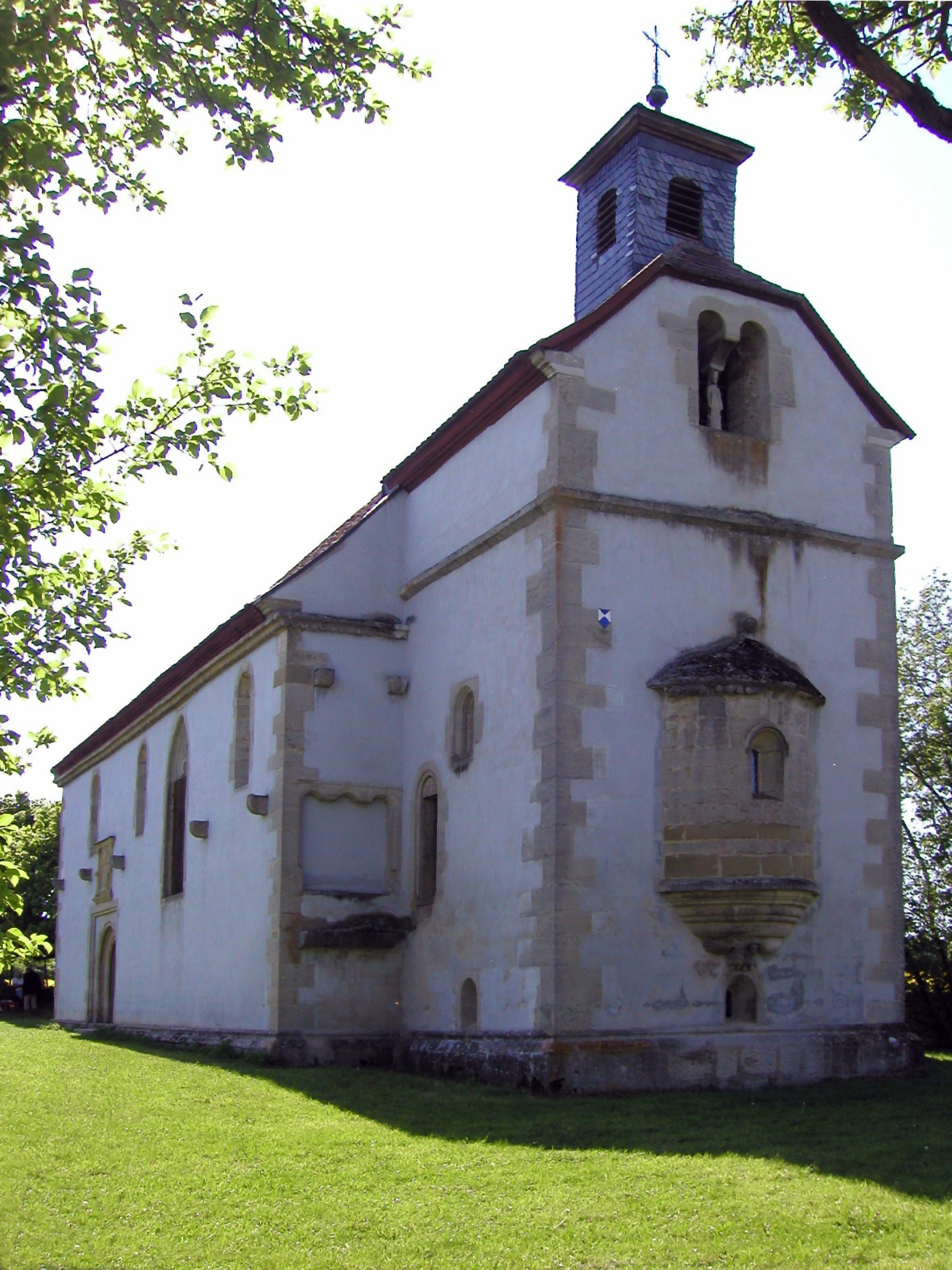
Nahansicht mit Chor

Die Kunigundenkapelle, die der in der Region besonders verehrten Kunigunde von Luxemburg gewidmet ist, wurde zur Blütezeit der Staufer um 1230 erbaut. Wahrscheinliche Erbauer sind Heinrich von Hohenlohe und dessen Sohn Konrad von Hohenlohe, die auf der nahe gelegenen Burg Brauneck residierten. 1608 bis 1609 erfolgten umfangreiche Instandsetzungen und Umbauten unter Fürstbischof Julius Echter von Mespelbrunn. Dieser Umbau sollte der Festigung der Gegenreformation dienen. Eine Steintafel aus dem Jahre 1614 weist auf diese Renovierung hin. Mitte des 18. Jahrhunderts, zur Zeit des Barock, wurden die Wände und die Decke mit Stuck ausgestaltet. 1762 wurde der heutige Hauptaltar mit der Darstellung der Heiligen Familie von Thomas Klee aus Buch gestiftet. Um 1900 erfolgte eine letzte Renovierung. Regelmäßige Gottesdienste fanden jedoch nur noch am Kunigundentag (3. März) und am dritten Bitttag statt. Nachdem auch der Friedhof seit 1945 nicht mehr genutzt wurde, verlor die Kunigundenkapelle an Bedeutung. Von 1961 bis 1962 wurden Grabungen in der Kapelle durchgeführt und bei der folgenden gründlichen Instandsetzung der heutige Zustand hergestellt.

## Ausstattung
Die Kapelle hat weitgehend ihren spätromanischen Charakter behalten. Die 1960 freigelegten Wandmalereien weisen auf eine kräftige und formenreiche Farbigkeit hin, wie sie um 1220 ihren Höhepunkt erreichte. Das Reiterbild an der Nordwand der Kapelle lässt bereits die sich ankündigende Gotik erkennen. Wahrscheinlich handelt es sich dabei um eine Darstellung des heiligen Georg. Die Fensternische daneben war und ist wieder in kräftigen Farben ausgemalt. Im nahezu quadratischen Presbyterium stand der Altartisch. An der südlichen Chorwand ist neben einem kleinen rundbogigen, der Zeit entsprechendem Fenster noch deutlich eine Darstellung des Jesuskindes mit drei Gestalten mit ausgestreckten Händen zu erkennen. Die Presbyteriumstür führte hinaus auf eine überdachte Außenkanzel, von der aus die Heiligtümer der Kapelle vorgezeigt wurden. In der halbunterirdischen tonnengewölbten Unterkapelle, die nicht als Krypta diente, stand ein weiterer Altar. Das Herzstück der Kapelle ist heute der dreiteilige spätbarocke Altar. Das reichverzierte Antependium symbolisiert mit einer goldenen Pflugschar und den drei Kleeblättern die Legende, wonach die heilige Kunigunde zum Beweis ihrer Treue und Unschuld über glühende Pflugscharen gelaufen sein soll.

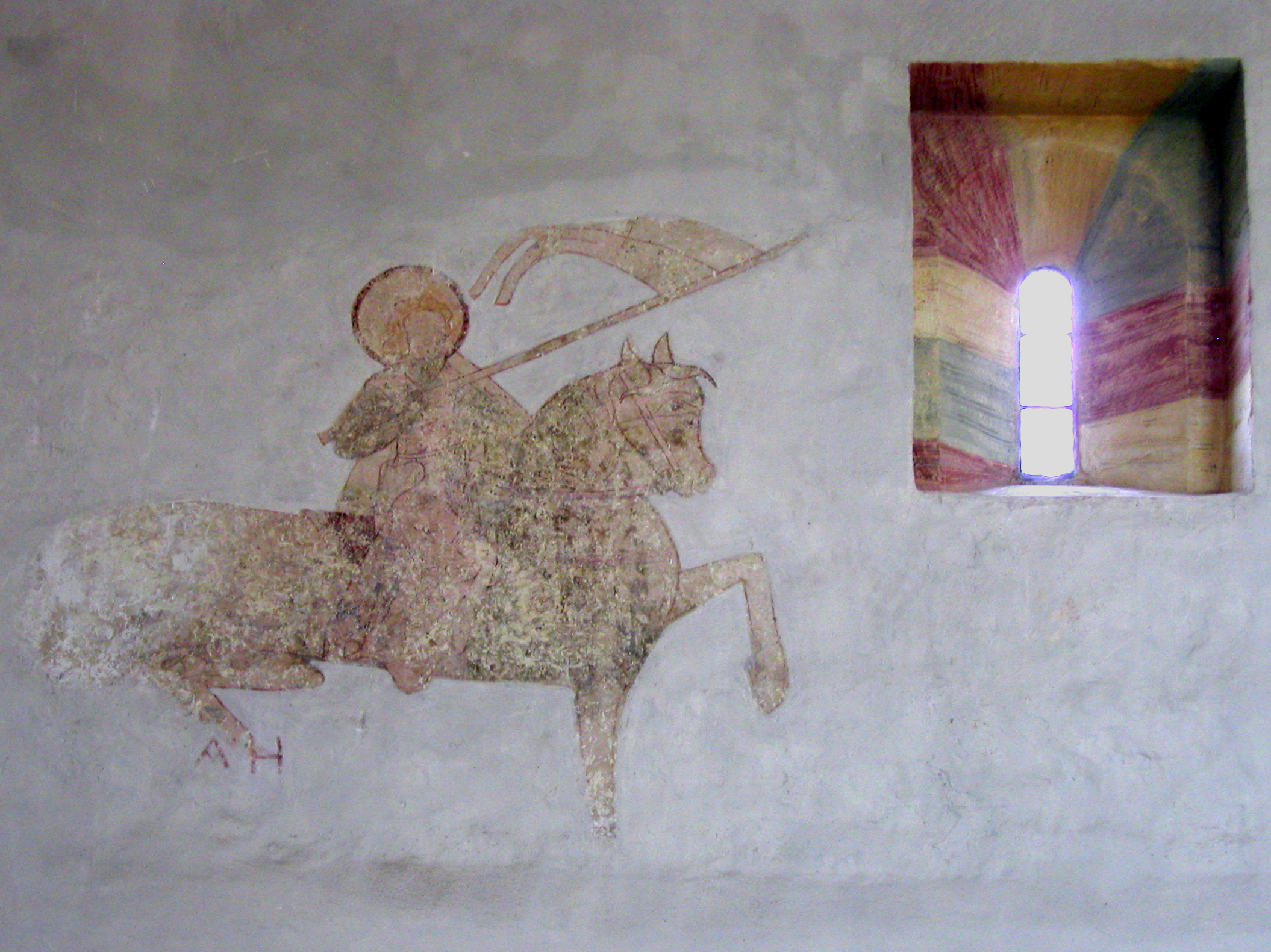
Darstellung des heiligen Georg
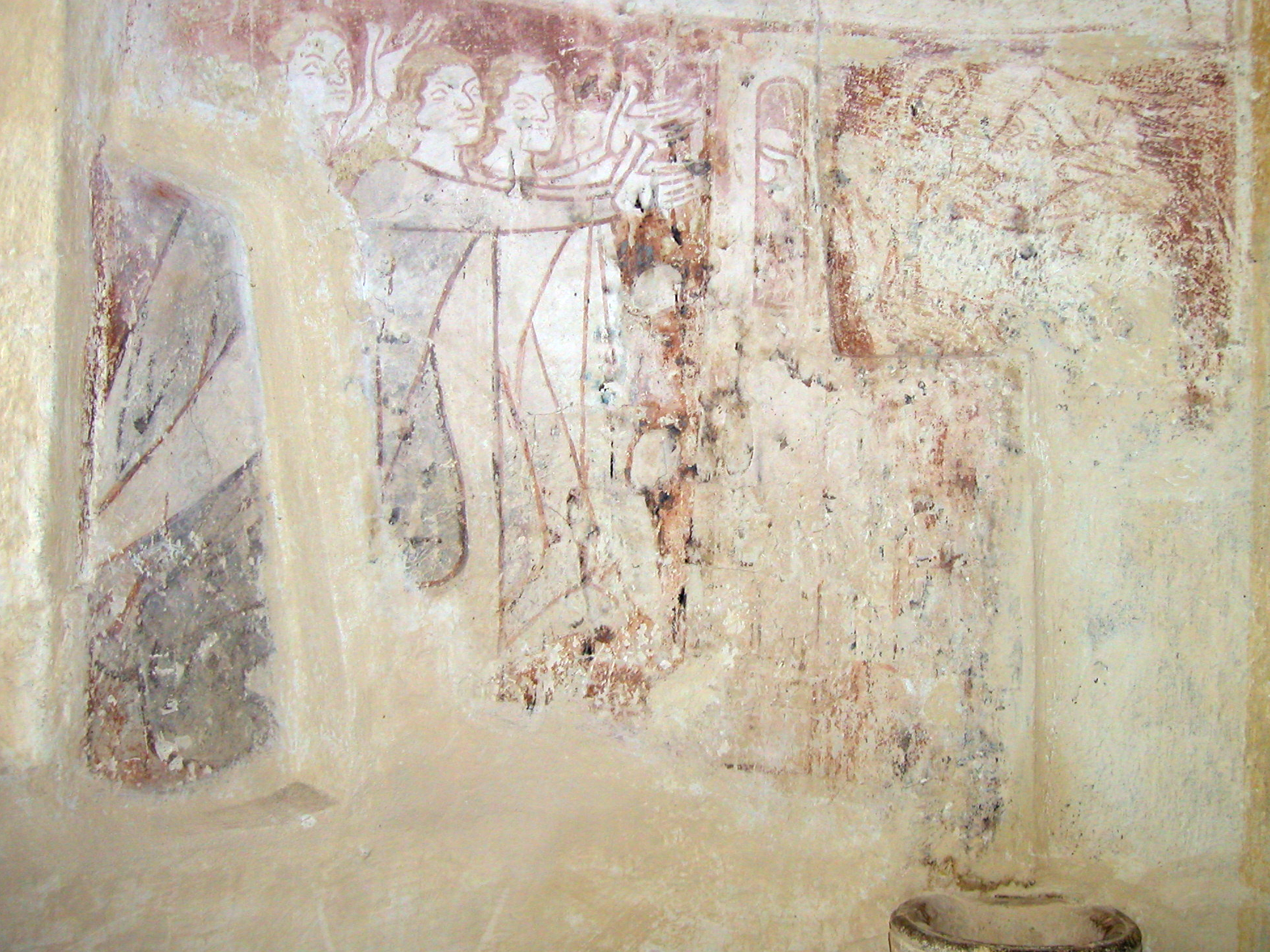
Bild an der Südseite des Presbyteriums
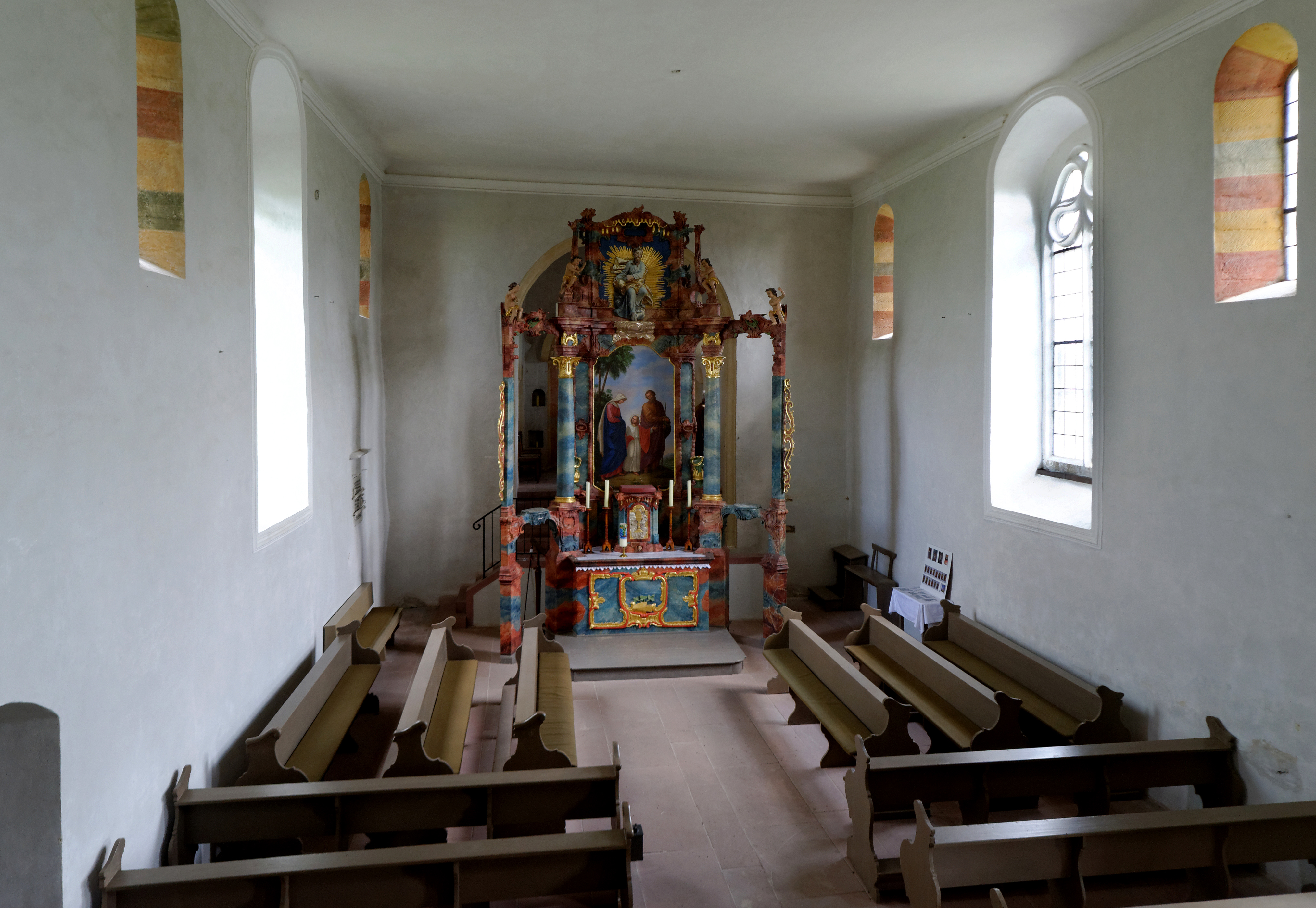
Hauptaltar (dahinter das Presbyterium)
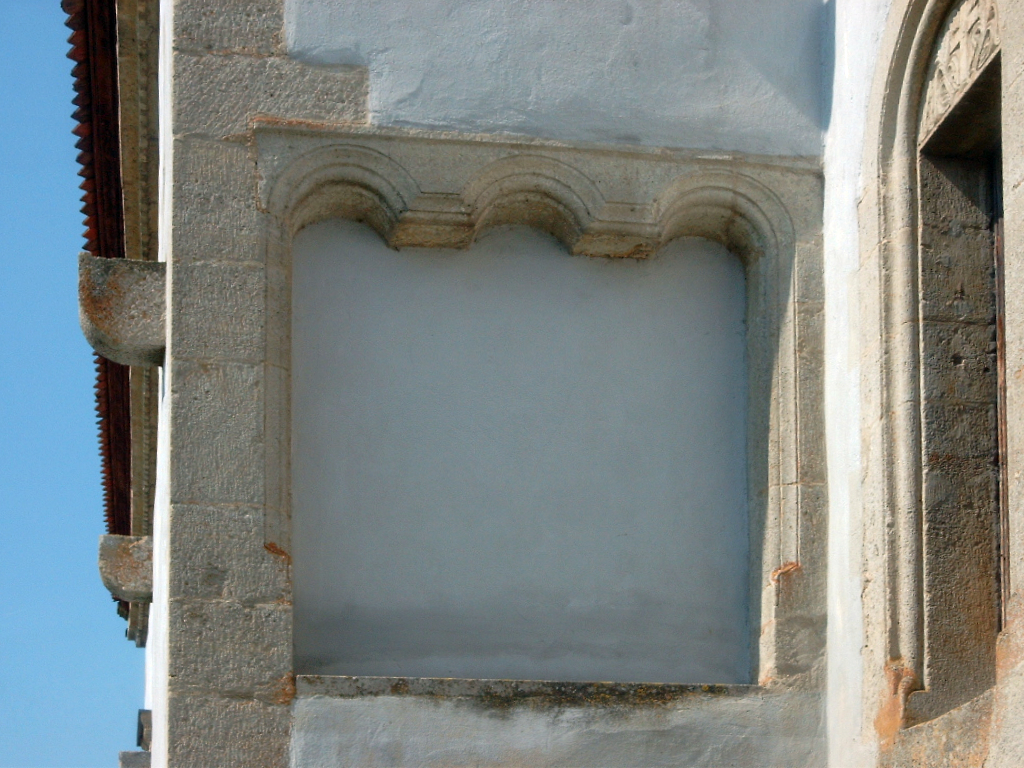
Reste der Außenkanzel mit der Tür vom Presbyterium
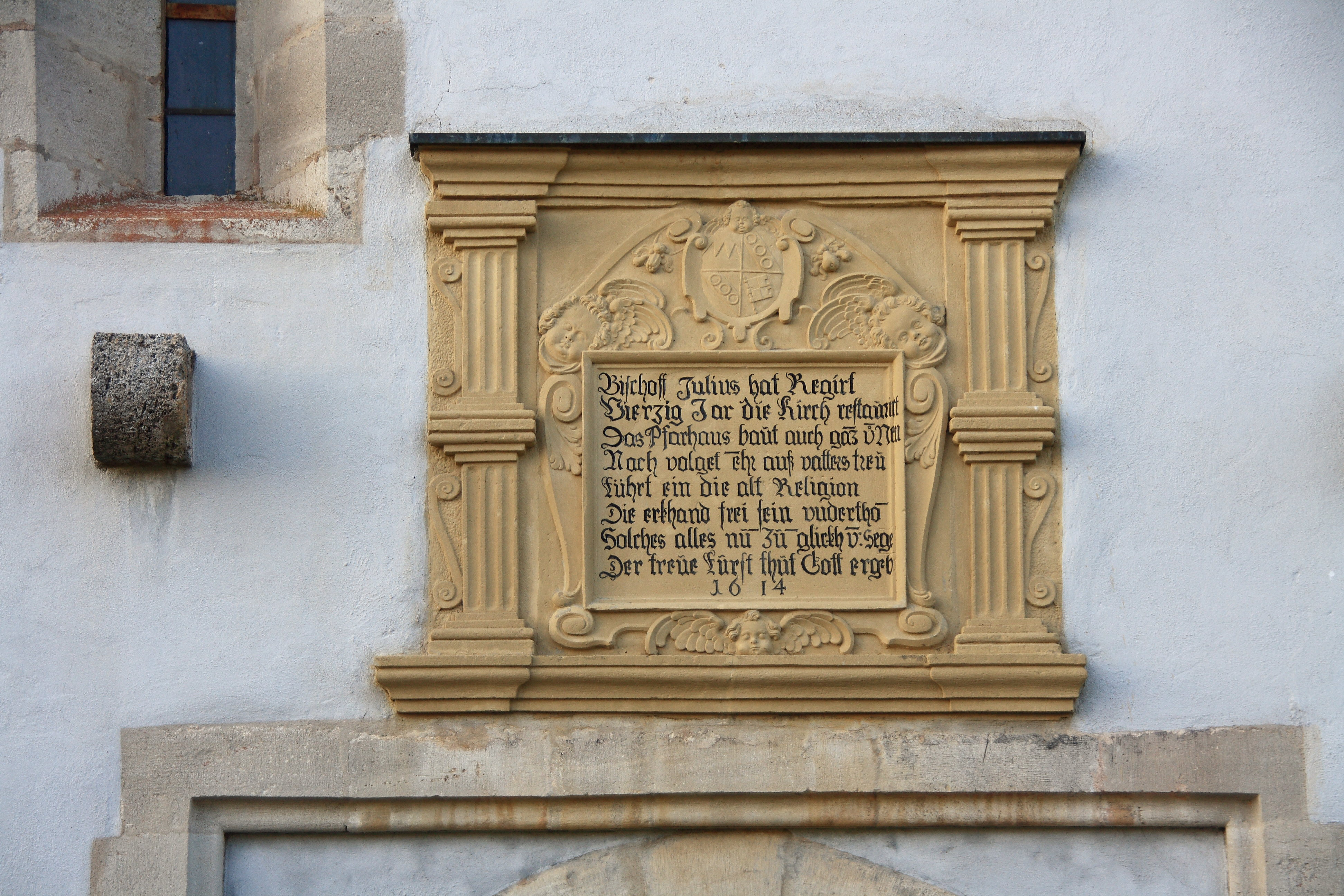
Schrifttafel über dem Eingang

## Legende der Gründung

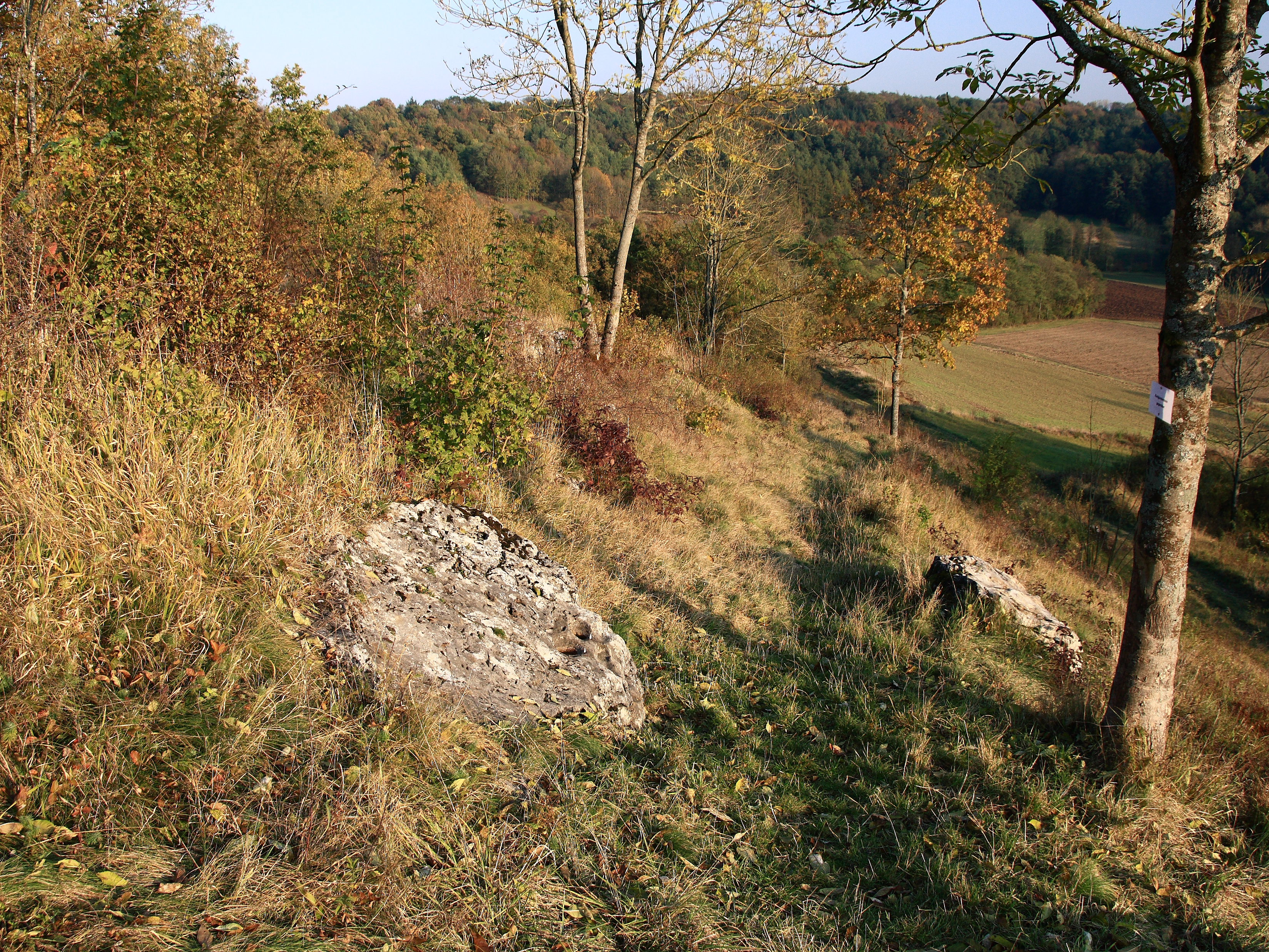
Der Kunigundenstein mit den Abdrücken der Heiligen

Nach ihrer Heiligsprechung im Jahr 1200 wurde die heilige Kunigunde vor allem in Franken eine der populärsten Heiligen. Nach der Legende geht die Erbauung der Kapelle von Burgerroth direkt auf sie zurück. Sie hatte gelobt, drei Kirchen zu erbauen und wollte die Wahl der Bauplätze der göttlichen Fügung überlassen. Sie ließ vom Bamberger Schloss drei Schleier fliegen: wo diese gefunden würden, sollte jeweils eine Kirche erbaut werden. Einer der Schleier wurde vom Wind bis zum Alten Berg getragen, wo er in einer Linde hängenblieb, die noch heute dort steht. Das Kirchlein sollte sowohl Burgerroth als auch dem Nachbarort Buch als Pfarrkirche dienen, doch den Buchern schien der Platz zu weit entfernt. Sie schafften das Baumaterial eigenmächtig nach Buch, doch am nächsten Tag lag alles wieder am vorgesehenen Ort. Ein Zimmermann soll sich des Abends sogar auf die Steine gelegt haben und erwachte am nächsten Morgen auf den Steinen am Alten Berg. Die Bucher gaben ihren Widerstand auf und die Kapelle wurde hier erbaut.
Kunigundenstein
An einer Stelle 150 m südöstlich der Kapelle in Richtung Gollach soll die Heilige gebetet haben und dort ihre Hand-, Knie- und Fußabdrücke hinterlassen haben.

## Kunigundenlinde

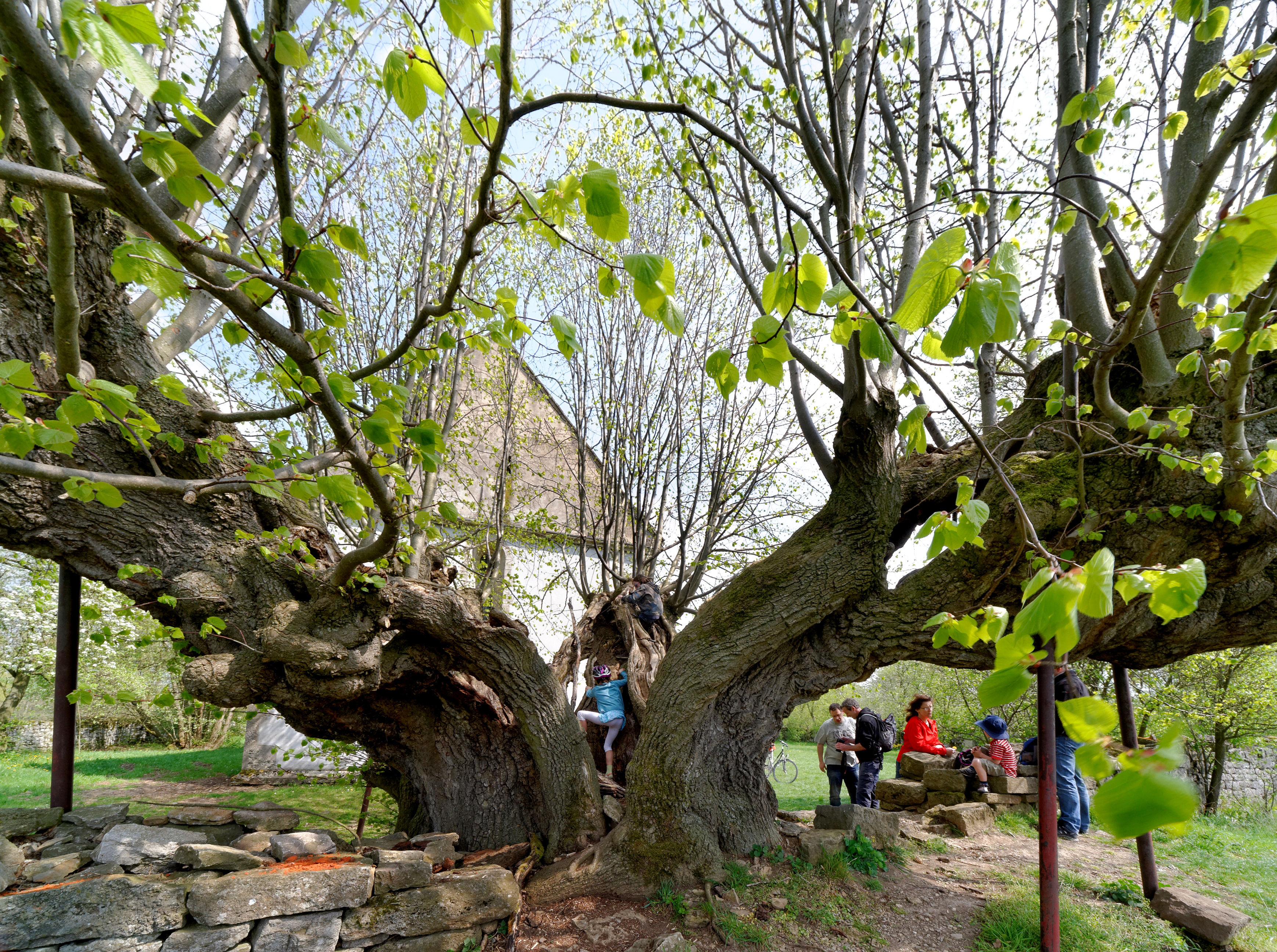
„Tausendjährige“ Kunigundenlinde an der Westseite des Kirchhofs

Direkt neben der Kapelle steht die gleichfalls nach der Heiligen benannte „Tausendjährige“ Kunigundenlinde.
Gemäß der Gründungslegende des Gotteshauses soll es sich um den identischen Baum handeln, in welchem sich der Schleier Kunigundes verfangen hat und darum unter ihr das Kirchlein errichtet wurde. Da die historische Kunigunde bereits 1033 verstarb, würde dies die Altersangabe der Linde von über 1000 Jahren bestätigen. Das tatsächliche Alter des Baumes ist jedoch höchst umstritten und es sind sehr unterschiedliche Angaben in der Literatur zu finden. Eine dendrologische Altersbestimmung des markanten Baumes ist nicht möglich, da ihr Stamm vollkommen hohl ist und der Kern des Stammes fehlt. Recht häufig wird die Vermutung geäußert die Linde wäre zeitgleich mit dem Bau der Kapelle gepflanzt worden, was ihr immerhin ein Alter von 800 Jahren zuschreiben würde.
Bei der Linde selbst handelt es sich um eine Sommerlinde und ein geschütztes Naturdenkmal. Ihr Stamm hat sich in den Jahrhunderten ihres Lebens in vier Teile aufgespalten und ist innen komplett hohl. Die verbliebenen Reste der Stammhülle werden von massiven Eisenstangen abgestützt. Um zu verhindern, dass sie durch das eigene Gewicht ihrer Krone auseinanderbricht, wird ca. alle 25 Jahre ein radikaler Rückschnitt durchgeführt – die Kunigundenlinde wurde in den letzten Jahrzehnten schon mehrmals bei Sanierungsarbeiten komplett geköpft.